# Larissa (Vorname)
Larissa (andere Namensformen sind Larisa oder Larysa) ist ein weiblicher Vorname. Er stammt von der gleichnamigen Figur aus der griechischen Mythologie. In slawischen Ländern ist er seit dem 19. Jahrhundert verbreitet. Durch die Figur der „Larissa Antipowa“ in der US-amerikanischen Romanverfilmung Doktor Schiwago von 1965 wurde er weltweit populär.

## Namenstag
Namenstag ist der 26. März. Er geht auf eine frühchristliche Heilige zurück.

## Namensträgerinnen
- Larissa Bender (* 1958), deutsche Übersetzerin für arabische Literatur, Dozentin, Lektorin und Journalistin
- Larissa Boehning (* 1971), deutsche Schriftstellerin
- Larissa Aimée Breidbach (* 1983), deutsche Schauspielerin
- Larissa Cain (* 1932), polnisch-französische Dentistin und Holocaustüberlebende
- Larissa Csatari (* 1989), Schweizer Judosportlerin
- Larissa Iwanowna Djadkowa (* 1952), russische Opernsängerin
- Larissa Eifler (* 1999), deutsche Säbelfechterin
- Larissa França (* 1982), brasilianische Beachvolleyballspielerin
- Larissa Fuchs (* 1983), deutsch-russische Schauspielerin
- Larisa Griga (* 1984), ukrainische Badmintonspielerin
- Larissa Hartmann (* 1997), deutsche Theaterschauspielerin
- Larissa Dmitrijewna Iltschenko (* 1988), russische Schwimmerin
- Larisa Iordache (* 1996), rumänische Kunstturnerin
- Larissa Keat (* 1989), schweizerisch-amerikanische Schauspielerin, Regisseurin und Performerin
- Larissa Kerner (* 1990), deutsche Musikerin
- Larissa Kikol (* 1986), deutsche Kunstkritikerin und Autorin
- Larissa Kleinmann (* 1978), deutsche Radrennfahrerin
- Larissa Krainer (* 1967), österreichische Philosophin und Kommunikationswissenschaftlerin
- Larissa Iwanowna Kronberg (1929–2017), russisch-sowjetische Schauspielerin
- Larissa Nikolajewna Kruglowa (* 1972), russische Sprinterin
- Larissa Grigorjewna Kuklina (* 1990), russische Biathletin
- Larissa Nikolajewna Kurkina (* 1973), russische Skilangläuferin
- Larissa Jewgenjewna Lasutina (* 1965), russische Skilangläuferin
- Larissa Semjonowna Latynina (* 1934), ukrainische Kunstturnerin
- Larissa Manoela (* 2000), brasilianische Schauspielerin
- Larissa Marolt (* 1992), österreichisches Model
- Larisa Oleynik (* 1981), amerikanische Schauspielerin
- Larissa Alexandrowna Peleschenko (* 1964), russische Kugelstoßerin
- Larissa Pereira da Cruz (* 1987), brasilianische Fußballspielerin
- Larissa Petrik (* 1949), belarussische Kunstturnerin
- Larissa Reissner (1895–1926), russische Schriftstellerin
- Larissa Rieß (* 1988), deutsche Hörfunk- und Fernsehmoderatorin, Schauspielerin und DJ
- Larissa Riquelme (* 1985), paraguayisches Model
- Larissa Jefimowna Schepitko (1938–1979), sowjetische Filmregisseurin und Drehbuchautorin
- Larissa Šoronda (* 1995), slowenische Fußballspielerin
- Larissa Strogoff (* 1974), deutsche Chanson- und Volksmusiksängerin
- Larissa Turtschinskaja (* 1965), russische Siebenkämpferin
- Larissa Vassilian (* 1976), deutsche Journalistin
- Larissa Volpert (1926–2017), sowjetische bzw. estnische Philologin und Schachspielerin
- Larissa Waters (* 1977), australische Politikerin
- Larissa Wilson (* 1989), britische Schauspielerin

Zweitname
- Lina Larissa Strahl (* 1997), deutsche Schauspielerin und Singer-Songwriterin